# Deilephila bombyliformis
Deilephila bombyliformis är en fjärilsart som beskrevs av Carl von Linné 1758. Deilephila bombyliformis ingår i släktet Deilephila och familjen svärmare. Inga underarter finns listade i Catalogue of Life.